# 지킬 (소프트웨어)
지킬(Jekyll)은 정적 사이트 생성기이다. 깃허브의 공동 설립자 톰 프레스턴 워너에 의해 루비 프로그래밍 언어로 개발했으며 오픈 소스 MIT 허가서로 배포된다.

## 역사
지킬은 2008년, 톰 프레스턴 워너에 의해 처음 출시되었다. 지킬은 나중에 지킬 1 출시에 참여한 파커 무어에 넘겨졌다. 그는 그 뒤로 새로운 유지보수자 역할을 맡고 있다.
지킬은 정적 웹사이트를 향한 웹 개발 트렌드를 시작했다.